# Lun Lun

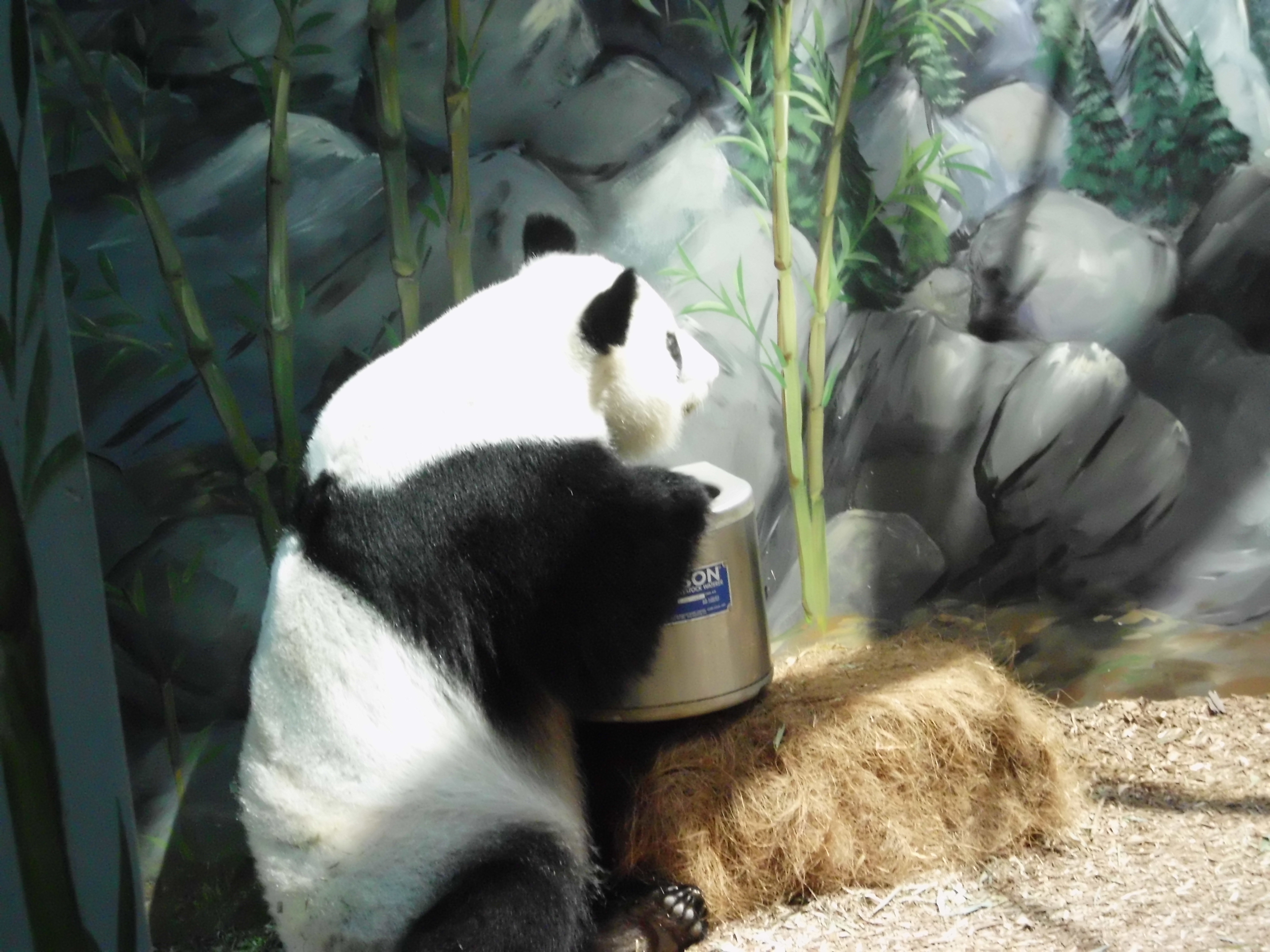
Lun Lun năm 2011

Lun Lun (tiếng Trung: 伦伦) là một gấu trúc cái thuộc loài gấu trúc lớn tại vường thú Zoo Atlanta ở Atlanta, Georgia. Lun Lun có cân nặng 110 kg, được sinh ra tại Trung tâm nghiên cứu Thành Đô, Trung quốc, ngày 25 tháng 8 năm 1997. Tên đầu tiên là  Hua Hua, sau đó đã được đổi tên bởi ca sĩ nhạc Rock người Đài Loan, Su Huilun.
Ngày 6 tháng 9,  2006, lúc 4:51 chiều, Lun Lun và gấu trúc đực Yang Yang trở thành ba mẹ của gấu trúc đực, được đặt tên là  Mei Lan, xuất hiện trước công chúng và đầu năm 2007. Ngày 30 tháng 8 năm 2008 lúc 22:10 giờ, Lun Lun sinh gấu trúc thứ 2 tên Xi Lan. Ngày 3 tháng 11 năm 2010 lúc 5:39 sáng, Lun Lun sinh đứa con thứ 3 tên Po, được tin là một gấu trúc đực.
Ngày 15 tháng 7 năm 2013, Lun Lun sinh một cặp gấu trúc sinh đôi tên là Mei Lun và Mei Huan, cả hai đều là gấu trúc đực. 
Tháng 12 năm 2013, Xi Lan và Po được kiểm tra DNA nhằm chuẩn bị đưa chúng về Trung tâm nghiên cứu Thành Đô, Trung Quốc. Ngày 13 tháng 12 năm 2013, vườn thú Atlanta thông báo rằng Po, Mei Lun, và Mei Huan là gấu trúc cái. Tính đến hè 2014, Lun Lun đã sinh ra 2 gấu trúc đực và 3 gấu trúc cái.
Ngày 3 tháng 9 năm 2013, Lun Lun sinh một cặp gấu trúc sinh đôi tại vườn thú Atlanta. Gấu trúc đầu tiên được sinh vào 7:20 sáng, và gấu trúc thứ 2 được sinh ra vào 8:07 sáng.